# 尤利亞河
46°39′45″N 9°34′23″E / 46.66263°N 9.57306°E
尤利亞河是瑞士的河流，位於該國東南部，流經格勞賓登州，屬於阿爾布拉河的支流，河道全長37公里，流域面積325平方公里，發源自蘇貢達峰，河口處在蒂芬卡斯特爾。